# Kupal
Kupal, cupal – bimetal z warstwy glinu i jednej lub dwu warstw miedzi nawalcowanych na gorąco (stąd nazwa: cuprum + aluminium). Wykorzystywany do budowy torów przewodowych wysokiej częstotliwości, radiatorów oraz na złącza przy łączeniu przewodów elektrycznych z tych metali (w celu wyeliminowania korozji elektrochemicznej).
W niektórych przypadkach możliwe jest zastąpienie kupalem elementów miedzianych, co pozwala ograniczyć koszty i wagę zastąpionych elementów.